# Plecia cornistylus
Plecia cornistylus är en tvåvingeart som beskrevs av Skartveit 2004. Plecia cornistylus ingår i släktet Plecia och familjen hårmyggor.
Artens utbredningsområde är Tanzania. Inga underarter finns listade i Catalogue of Life.